# Jacques Guillaumin
Pour les articles homonymes, voir Guillaumin.
Jacques Guillaumin est un homme politique français né le 5 février 1802 à Brescia (Italie) et mort le 22 novembre 1881 à Brinon-sur-Sauldre (Cher).

## Biographie
Avocat, il n'exerce pas et se consacre à la gestion de ses propriétés. Président du comice agricole d'Aubigny-sur-Nère, conseiller général du canton d'Argent-sur-Sauldre, il est député du Cher de 1856 à 1870, siégeant dans la majorité dynastique, soutenant le Second Empire.